# Chronologie de Montréal
Pour un article plus général, voir Histoire de Montréal.
Cet article présente une chronologie de Montréal (Québec).

## De Jacques Cartier à Samuel de Champlain
- 1534 - Découverte du Canada par Jacques Cartier. Arrêt à Gaspé ;
- 1535 - Venue de Jacques Cartier au village iroquoien d'Hochelaga et baptême du Mont Royal ;
- 1541 - Retour de Jacques Cartier aux 3 saults du Sault-au-Récollet ;
- 1603 - Sur ordre de Aymar de Chaste, venue de François Gravé et du cartographe Samuel de Champlain au Sault Saint-Louis ;
- 1604 - Fondation de la première colonie française sur l'Île Sainte-Croix en Acadie par un huguenot, Pierre du Gua de Monts, premier gouverneur de l'Acadie, accompagné de Samuel de Champlain ;
- 1608 - Fondation de Québec par le Sieur Samuel de Champlain ;
- 1611 - Traversée de Samuel de Champlain de l'île du Mont Royal (quelque 24 milles) depuis la rivière des Prairies ;
- 1611 - À la suite de la traversée de l'île, choix de Place Royale (futur site de Ville-Marie) par Samuel de Champlain ;
- 1613 - Nouvelle venue de Samuel de Champlain au Sault-au-Récollet et à Place Royale ;
- 1613 - Première exploration de l'intérieur de l'Amérique du Nord, en Huronnie, par Samuel de Champlain ;
- 1615 - Arrivée des Récollets au Canada et à la rivière des Prairies ;
- 1615 - Célébration de la première messe à la rivière des Prairies par les récollets Denis Jamet et Joseph Le Caron, ce en présence de Samuel de Champlain ;
- 1625 - Noyade de Nicolas Viel, récollet, et Ahuntsic au Sault-au-Récollet ;
- 1629 - Prise de Québec par les Frères Kirke et exil de Samuel de Champlain en Angleterre;
- 1632 - Rétrocession de Québec à la France par l'Angleterre.

## Fondation de Ville-Marie
- 1642 - 17 mai - Fondation de Ville-Marie à la Place Royale par le sieur de Maisonneuve sous l'initiative de Jérôme Le Royer de la Dauversière au nom de la Société Notre-Dame de Montréal - 8 octobre - Jeanne Mance établit l'Hôtel-Dieu de Montréal ;

- 1643 - 6 janvier - Pose d’une croix en bois sur le mont Royal, par le sieur Chomedy de Maisonneuve;
- 1644 : Paul de Chomedey de Maisonneuve concède à Jeanne Mance, une infirmière laïque, une terre de 200 arpents qui a 4 arpents de front en bordure du fleuve Saint-Laurent.
- 1645 : Construction de l'hôpital Saint-Joseph (futur Hôtel-Dieu de Montréal) sur le terrain concédé à Jeanne Mance. C'est le deuxième hôpital en Amérique du Nord.
- 1646 : La guerre avec les Iroquois, qui dure jusqu'en 1653, entraîne le dépeuplement du sud de l'Ontario et interrompt la traite de fourrures.
- 1648 : 24 novembre : Naissance de Barbe Meusnier, le premier enfant d'origine européenne à naître à Ville-Marie.
- 1653 : Jeanne Mance se rend en France et réussit à recruter 95 nouveaux colons dans une tentative de sauver la colonie de la faillite économique. Cet épisode est connu comme La Grande Recrue.
- 1654 : Des Outaouais viennent faire du commerce à Montréal pour la première fois.
- 1658 : Marguerite Bourgeois, arrivée de France en 1653, ouvre une école dans une écurie donnée par Maisonneuve. Elle fonde la Congrégation de Notre-Dame de Montréal et fera bientôt ériger un couvent et la Chapelle Notre-Dame-de-Bon-Secours.
- 1661 : Les Sulpiciens, les seigneurs de l’île, érigent leur résidence, sur la rue Saint-Paul.
- 1663 : Le séminaire de Saint-Sulpice de Paris acquiert l'île et reprend l'administration de la colonie endettée de Ville-Marie.
- 1666 : La population de Montréal est estimée à 625 habitants par Jean Talon.
- 1672 : 12 mars : François Dollier de Casson, le supérieur des Sulpiciens, établit un plan de la ville. Il trace la rue Notre-Dame en haut du coteau Saint-Louis et y commence la construction de la première église (en 1673) en maçonnerie et d'un séminaire adjacent. Il entreprend aussi les premiers travaux pour le canal de Lachine.
- 1685 - Construction du fort de la Montagne par le sulpicien Vachon de Belmont;
- 1687 : Le séminaire des Sulpiciens (les seigneurs de l’île) adjacent à l’église Notre-Dame (terminée en 1682) est complété sur la rue Notre-Dame qui attire bientôt les résidences bourgeoises et les institutions religieuses.
- 1689 - Début de construction au Sault-au-Récollet du fort Lorette par le sulpicien Vachon de Belmont;
- 1692 : Les jésuites construisent leur couvent près de la place Jacques-Cartier et les récollets érigent le leur près des limites ouest de la ville.
- 1696 - Transfert des Hurons convertis du fort de la Montagne au fort Lorette;
- 1701 : La grande paix de Montréal avec les peuples autochtones ouvre à Montréal tout le continent, le développement de l’Ouest peut enfin progresser sans contrainte.
- 1705 : Puisque le pouvoir civil représenté par le gouverneur prend de l’importance au fil des ans, sa résidence, le château de Ramezay, est construite sur la rue Notre-Dame, sur le point le plus élevé du coteau Saint-Louis.
- 1706 : La place d’Armes d’origine (l’actuelle place Royale) est le premier centre de l’activité marchande et est officiellement désignée place du Marché.
- 1716 : Les autorités françaises décident d'entourer Montréal d'un mur de pierre. Il faudra attendre une vingtaine d'années avant que la ville ne soit vraiment fortifiée.
- 1717 : On commence à ériger des fortifications de pierre pour la protéger des Britanniques.
- 1721 : Montréal est dévasté par un grand incendie. On interdit la construction en bois dans la ville fortifiée.
- 1734 : 10 avril : Montréal est dévasté par un autre grand incendie qui détruit 46 maisons, ainsi que l'Hôtel-Dieu et le couvent. Sur la base d'une rumeur, on accuse et torture une esclave.
- 1741 : L'utilisation de plus en plus intensive de la place du Marché (actuelle place Royale) par les militaires entraîne des conflits qui poussent la garnison vers un espace laissé libre au nord de l’église Notre-Dame et appelé place de la Haute-Ville. Cette nouvelle place prend alors son nom actuel de place d’Armes.
- 1744 : La construction des fortifications de Montréal (de pierre) est terminée.

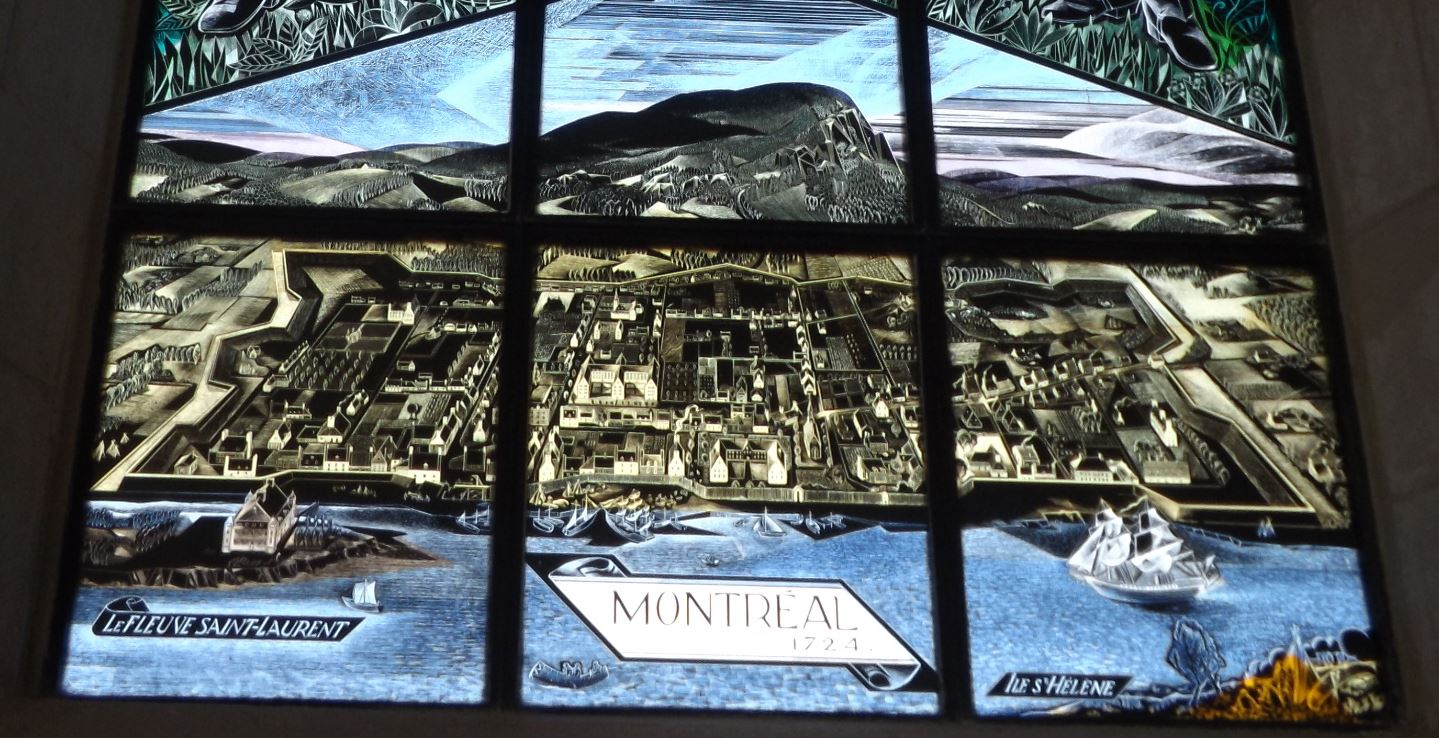
Vitrail de Montréal en 1724 dans l'église de Brouage.

## Débuts du Régime Anglais: 1760-1790
- 1760 : Conquête britannique de la Nouvelle-France. Imposition d'un régime militaire. Gestion de la traite des fourrures par des marchands britannique.
- 1763 : Traité de Paris. Cession du Canada à l'Angleterre. Proclamation britannique royale.
- 1764 : L'administration de la justice par des gouverneurs anglais qui s’installe dans la résidence des jésuites, près de la résidence du gouverneur sur la rue Notre-Dame.
- 1765 : Montréal est dévasté par un grand incendie.
- 1766 : La ville est divisée en quartiers.
- 1774 : Acte de Québec - Réouverture du réservoir pelletier des Grands Lacs aux commerçants montréalais.
- 1782 : La création de la Compagnie du Nord-Ouest fait de Montréal la capitale de la traite des fourrures, et les années 1791 à 1821 marquent l’apogée de cette activité.
- 1783 : L'indépendance américaine vient couper tout le Sud aux marchands britanniques qui réorientent leurs activités vers l'ouest du pays.

## Capitalisme commercial: 1790-1850
- 1792 : Ordonnance délimitant la Ville de Montréal en district pour fin électorale. Le territoire englobe un vaste carré compris entre le fleuve Saint-Laurent et les actuelles rues Atwater, Duluth et Frontenac. Intégration à la Ville de Montréal des territoires périphériques sis hors de la ville fortifiée.
- 1799 : Fermeture des deux cimetières adjacents à l’église Notre-Dame afin d’agrandir la place d'Armes au commerce.
- 1800 : L’administration de la justice s’installe dans le premier palais de justice, sur le site de l’actuel Vieux Palais de justice.
- 1801 : Le gouvernement nomme trois commissaires pour établir un plan de la ville et autorise la démolition des anciennes fortifications désuètes qui nuisent au commerce intra-urbain et limitent l’accès au port.
- 1805 : Le premier aqueduc de Montréal voit le jour dans la vieille ville. Ce système rudimentaire utilise les eaux de source de la montagne et des tuyaux de bois qui doivent être remplacés en 1816 en même temps qu’on installe une prise d’eau dans le fleuve.
- 1809 : John Molson organise un service de vapeurs entre Québec et Montréal pour remorquer les voiliers dans le difficile chenal du Saint-Laurent. Le premier est l’Accommodation en 1809, et dès 1819 sept vapeurs y servent au remorquage.
- 1817 : La première banque de la ville, la Banque de Montréal, voit le jour et elle est suivie par plusieurs autres.
- 1817 : On commence la démolition des fortifications qui sera terminée en 1825.
- 1821 : Fondation de l'Université McGill
- 1821 : Fusion de la Compagnie du Nord-Ouest basée à Montréal, avec la Compagnie de la Baie d'Hudson basée dans la baie, par suite des affrontements armés amenés par la concurrence. L’important commerce du Royaume-Uni avec l’ouest du pays, fourrures et approvisionnement local, est alors détourné par la route plus courte de la baie d’Hudson.
- 1822 : Création du Committee of Trade qui deviendra en 1842 le Montreal Board of Trade, la chambre de commerce anglophone de Montréal.
- 1825 : Ouverture du canal de Lachine.
- 1825 : L’ouverture du canal Érié entre Buffalo et New York détourne le reste du commerce de la fourrure de Montréal. Le bois, le blé et la potasse deviennent peu à peu les nouveaux moteurs de l’économie d’exportation.
- 1829 : On termine la construction de l’actuelle basilique Notre-Dame, commencée en 1824. Elle est érigée plus au sud que l'ancienne église, libérant la place d'Armes qui trouvera sa pleine expansion lorsqu'on aura démoli l'ancien clocher en 1843.

### Années 1830
- 1830 : Création de la Commission du Port de Montréal.
- 1831 : Montréal dépasse Québec en population.
- 1832 : Création de la Ville de Montréal : la charte municipale reçoit la sanction royale et la ville devient autonome de l'administration des juges de paix de Québec qui la géraient jusqu'alors.
- 1832 : Montréal devient le port d’entrée officiel des marchandises vers la colonie. Un bureau de douane est construit sur la place Royale en 1838.
- 1832 : Une nouvelle entreprise reprend l’aqueduc et installe 18 km de tuyaux de fer.
- 1833 : Premières élections et nomination par le conseil de Jacques Viger qui sera le premier maire de Montréal.
- 1833 : Adoption des armoiries de la ville de Montréal avec la devise Concordia Salus, le salut dans la concorde.
- 1835 : Les anglophones deviennent majoritaires à Montréal.
- 1836 : La place d'Armes est acquise par la ville.
- 1836 : Érection du diocèse de Montréal: Mgr Lartigue devient le premier évêque.
- 1836 : La première voie ferrée du pays, longue de 23 km, relie La Prairie à Saint-Jean-sur-Richelieu pour compléter la route de navigation Montréal - New York par le lac Champlain.
- 1836 : La charte de Montréal n'est pas renouvelée et on revient à une tutelle effective de Montréal, administrée par les juges de paix de Québec.

### Incorporation de la Ville de Montréal

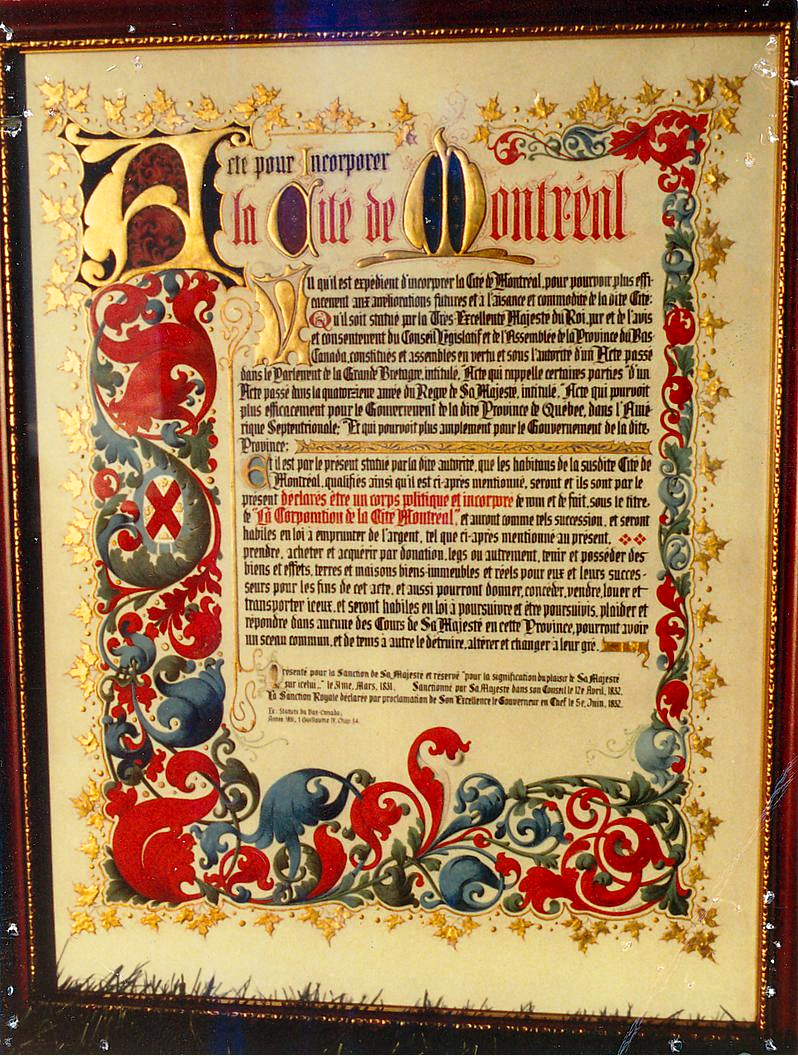
Acte pour incorporer la Cité de Montréal.

#### Années 1840
- 1840 : Seconde et permanente charte de la ville de Montréal et nomination de Peter McGill comme maire
- 1842 : On instaure un service de diligence entre Montréal et Lachine.
- 1843 : Ouverture du canal de Chambly qui ouvre la route du lac Champlain à la navigation moderne.
- 1845 : La place d'Armes prend forme alors que la Ville ferme l’espace et pave les rues qui l’entourent.
- 1845 : On crée par règlement la première force de police municipale.
- 1845 : La Ville rachète le réseau d'aqueduc qu’elle rapièce et allonge quelque peu, mais les deux grands incendies de 1852 prouveront la déficience du système.
- 1845 : création de municipalités rurales: municipalités de paroisse de Saint-Laurent, de Sainte-Geneviève, de Sault-au-Récollet, de Saint-Michel-de-Lachine, de Saint-Raphaël, de Saint-François-d'Assise-de-la-Longue-Pointe, de L'Enfant-Jésus-de-la-Pointe-aux-Trembles, et des municipalités de Bout-de-l'Isle (Sainte-Anne), de Pointe-Claire, de Rivière-des-Prairies, et d'Hochelaga (paroisse de Montréal à l'extérieur de la ville de Montréal), le 1er juillet.
- 1846 : L’adoption du libre-échange par le Royaume-Uni entraîne la fin de la protection pour le blé et le bois canadiens, et amène la fermeture des moulins à farine et une réorientation du commerce vers les États-Unis sans passer par Montréal.
- 1846 : Le télégraphe relie Montréal à Toronto.
- 1846 : la municipalité d'Hochelaga est divisé en cinq parties, nommées municipalité de la Côte-des-Neiges, d'Hochelaga, de La Visitation, de Saint-Henri, et de Saint-Pierre, le 1er juillet. Le village de Côte-Saint-Louis se sépare de la municipalité de La Visitation le 14 octobre.
- 1847 : On inaugure la voie ferrée Montréal-Lachine qui mène au point de départ des bateaux vers l’Ouest. Le terminus est construit au square Chaboillez.
- 1847 : dissolution de toutes les municipalités locales, à l'exception des villes (Montréal) et villages (Côte-Saint-Louis), le 1er septembre (Côte-des-Neiges, Hochelaga, La Visitation, Saint-Henri, Saint-Pierre, Bout-de-l'Isle, Pointe-Claire, Rivière-des-Prairies, ainsi que les municipalités de paroisse de Saint-Laurent, de Sainte-Geneviève, de Sault-au-Récollet, de Saint-Michel-de-Lachine, de Saint-Raphaël, de Saint-François-d'Assise-de-la-Longue-Pointe, et de L'Enfant-Jésus-de-la-Pointe-aux-Trembles).
- 1848 : Ouverture de la première voie maritime du Saint-Laurent.
- 1848 : création du village de Lachine.
- 1849 :  Le 25 avril, l’édifice du marché Sainte-Anne qui sert de parlement canadien depuis 1843 est incendié lors des émeutes d’avril 1849 entraînant la disparition d'importantes archives. Le lendemain, la résidence de Louis-Hippolyte-La Fontaine est saccagée. Ces émeutes sont déclenchées par des tories et orangistes qui refusent une loi votée par le parlement pour dédommager les victimes civiles des troubles de 1837-1838. Le Parlement siège brièvement au marché Bonsecours avant de se déplacer vers Toronto en 1850.

## Révolution industrielle: 1850-1915

### Années 1850
- 1850 : Les Postes canadiennes sont créées.
- 1851 : Construction d'un réservoir au square Saint-Louis pour l'aqueduc municipal.
- 1851 : Après le dragage du lac Saint-Pierre, le port de Montréal ravit à celui de Québec le titre de port océanique (il est port d'entrée avec douane depuis 1832).
- 1852 : Deux grands incendies dévastent la ville, particulièrement les faubourgs Québec, Saint-Louis et Saint-Laurent. On interdit la construction en bois dans toute la ville incluant les faubourgs.
- 1854 : Création du village de Saint-Joachim-de-la-Pointe-Claire.
- 1855 : Nouvelle constitution en municipalités de paroisse de toutes les paroisses canoniques en dehors des territoires des villes et villages (paroisse de Montréal, de Saint-Joachim-de-la-Pointe-Claire, de Saint-Raphaël-de-l'Isle-Bizard (plus tard Saint-Raphaël-de-l'Île-Bizard), de Saints-Anges-de-Lachine, du Sault-au-Récollet, de Sainte-Geneviève, de Saint-Laurent, de Sainte-Anne-de-Bout-de-l'Isle, de Longue-Pointe, de Saint-Joseph-de-la-Rivière-des-Prairies, de la Pointe-aux-Trembles), le 1er juillet, en vertu de l'Acte des Municipalités et Chemins du Bas-Canada de 1855.
- 1856 : Ouverture du canal de l'Aqueduc (8 km) qui va chercher l’eau en amont des rapides de Lachine ainsi que du réservoir McTavish au flanc du mont Royal dont la construction a commencé après les incendies de 1852.

### Années 1860
- 1860 : le village de Sainte-Geneviève se sépare de la paroisse de Sainte-Geneviève.
- 1860 : Inauguration du Pont Victoria, le 25 avril, par le prince de Galles au nom de la reine Victoria, sa mère.
- 1861 : le village de Saint-Jean-Baptiste se sépare du village de Côte-Saint-Louis le 18 mai.
- 1861 : Le premier tramway montréalais, tiré par des chevaux, dessert la rue Notre-Dame.
- 1862 : Inauguration du Victoria Skating Rink, première patinoire intérieure au monde.
- 1863 : le village d'Hochelaga et le village de la Côte-des-Neiges se séparent de la municipalité de la paroisse de Montréal le 1er janvier.
- 1867 : Les francophones deviennent à nouveau majoritaires à Montréal.

### Années 1870
- 1870 : 25 octobre : le village de Côte-Visitation se sépare de la municipalité de la paroisse de Montréal.
- 1872 : Le village de Lachine devient la ville de Lachine.
- 1874 : 1er janvier : le village de Notre-Dame-de-Grâce se sépare de la municipalité de la paroisse de Montréal. 28 janvier : la ville de Montréal annexe les parties du parc du Mont-Royal et du terrain de l'Hôtel-Dieu situées hors de ses limites. 21 décembre : Création du village de Côte-Saint-Paul. 23 décembre : Création du village de Saint-Gabriel.
- 1874 : Le Montreal Stock Exchange est incorporé.
- 1875 : La première partie de hockey sur glace moderne au monde a lieu le 3 mars à Montréal, à la patinoire Victoria sur la rue Drummond.
- 1875 : Le canal de Lachine est recreusé à son gabarit actuel de 4,3 mètres de profondeur.
- 1875 : Le village d'Outremont se sépare de la municipalité de la paroisse de Montréal, qui cesse d'exister à toutes fins utiles. Création du village de Rivière-Saint-Pierre. 23 janvier : Création de la ville de Saint-Henri.
- 1876 : Le village de Rivière-Saint-Pierre devient le village de Verdun. 28 décembre : Le village de Notre-Dame-de-Grâce-Ouest se sépare de la paroisse de Notre-Dame-de-Grâce et création du village de Sainte-Cunégonde.
- 1876 : Ouverture du parc du Mont-Royal, conçu par Frederick Law Olmsted, qui favorise le développement résidentiel des environs.
- 1876 : Un ancêtre du Canadien Pacifique, le chemin de fer Québec, Montréal, Ottawa & Occidental construit dans l'Est la voie de ceinture qui attirera éventuellement les industries dans son voisinage.
- 1878 : Le service régulier de téléphone entre en fonction à Montréal.
- 1878 : La paroisse de Sainte-Anne-du-Bout-de-l'Isle devient la paroisse de Sainte-Anne-du-Bout-de-l'Île. Création du village de Sainte-Anne-de-Bellevue. 9 mars : Création de la Paroisse de Côte-Saint-Paul et le village de Saint-Louis-du-Mile-End se sépare du village de Côte Saint-Louis.
- 1879 : Le village de Notre-Dame-de-Grâce devient le village de Côte-Saint-Antoine.

### Années 1880
- 1881 : Création du Canadien Pacifique pour construire un chemin de fer transcontinental de Montréal à la Colombie-Britannique.
- 1882 : Le premier syndicat ouvrier, les Chevaliers du travail, une organisation américaine, apparaît à Montréal.
- 1883 : Première édition du Carnaval d'hiver de Montréal qui comprendra un Palais de glace éclairé à l'électricité[1].
- 1883 : le 30 mars, le village d'Hochelaga devient la ville d'Hochelaga. 3 octobre : Annexion de la ville d'Hochelaga à la ville de Montréal. 27 décembre : Création de la ville de Maisonneuve.
- 1884 : le 10 juin, le village de Sainte-Cunégonde devient la ville de Sainte-Cunégonde et le village de Saint-Jean-Baptiste devient la ville de Saint-Jean-Baptiste.
- 1884 - Fondation du journal quotidien La Presse.
- 1885 : épidémie de variole (20 000 malades, 3 000 morts)
- 1886: création de la paroisse de Saint-Léonard-de-Port-Maurice, détachée de celles de Longue-Pointe et de Sault-au-Récollet. 15 janvier : Annexion de la ville de Saint-Jean-Baptiste à la ville de Montréal.
- 1886 : Le 28 juin, le premier train transcontinental du Canadien Pacifique quitte la nouvelle gare Dalhousie, angle Berri et Notre-Dame à destination de Port Moody. (La ligne sera prolongée une vingtaine de kilomètres vers l'ouest jusqu'à Vancouver l'année suivante.)
- 1886 : Les Chevaliers du travail mettent sur pied le Conseil central des métiers et du travail de Montréal qui regroupe bientôt l’ensemble des organisations syndicales.
- 1887 : Création de la Chambre de commerce du district de Montréal pour desservir les entreprises francophones.
- 1887 : le 25 mai, annexion du village de Saint-Gabriel à la ville de Montréal.
- 1889: Le 21 mars, le village de Notre-Dame-des-Neiges-Ouest se sépare du village de la Côte-des-Neiges. Le territoire restant du village de la Côte-des-Neiges devient la ville de Notre-Dame-des-Neiges.

### Années 1890
- 1890 : le village de Côte-Saint-Antoine devient la ville de Côte-Saint-Antoine. 2 avril : la ville de Sainte-Cunégonde devient la cité de Sainte-Cunégonde et le village de Côte-Saint-Louis devient la ville de Côte-Saint-Louis.
- 1890 : Incendie de l'asile Saint-Jean-de-Dieu
- 1892 : création du village de Dorval.
- 1892 : L’implantation du tramway électrique entraîne l’extension rapide du réseau existant, et favorise l’expansion urbaine vers le nord, dans l’axe du boulevard Saint-Laurent.
- 1893 : création de la ville de Saint-Laurent. 27 février : Création du village de Saint-Pierre-aux-Liens. 4 décembre : Annexion de la ville de Côte-Saint-Louis à la ville de Montréal.
- 1894 : Consécration de la cathédrale Marie-Reine-du-Monde.
- 1894 : le 8 janvier, le village de Côte-Saint-Paul devient la ville de Côte-Saint-Paul. La ville de Saint-Henri devient la cité de Saint-Henri.
- 1895 : création de la paroisse de La-Présentation-de-la-Sainte-Vierge. Création de la ville de Summerlea. Le village d'Outremont devient la ville d'Outremont. Le village de Sainte-Anne-de-Bellevue devient la ville de Sainte-Anne-de-Bellevue. Le village de Senneville se sépare de la paroisse de Sainte-Anne-du-Bout-de-l'Île. La ville de Côte-Saint-Antoine devient la ville de Westmount. 12 janvier : Les villages de Lorimier et de Petite-Côte se détachent du village de Côte-Visitation. 21 décembre : Le village de Saint-Louis-du-Mile-End devient la ville de Saint-Louis.
- 1895 : Dans le cadre du 250e anniversaire de Montréal, un groupe de citoyens eut l'idée d'ériger un monument à la mémoire de son fondateur. Ce projet fut adopté en 1891 et le sculpteur Louis-Philippe Hébert réalisa en 1895 le Monument à Maisonneuve sur la place d'Armes.
- 1896 : le 30 octobre, création du village de Villeray.
- 1897 : la ville de Montréal-Ouest se sépare du village de Notre-Dame-de-Grâce-Ouest. 9 janvier : La ville de Côte-Saint-Paul devient la ville de Saint-Paul. 21 janvier : Création du village d'Ahuntsic.
- 1897 : Ouverture de la gare-hôtel Viger, angle Saint-Antoine et rue Berri.
- 1897 : Inauguration de la centrale hydroélectrique de la Lachine Hydraulics & Land Co.
- 1898 : 21 mars : Le village de Saint-Joseph-de-Bordeaux se sépare de la paroisse de Sault-au-Récollet. 30 mars : Le village de Beaurivage-de-la-Longue-Pointe se sépare de la municipalité de paroisse de Longue-Pointe.
- 1899 : Premier véhicule automobile à circuler dans les rues de Montréal (la Waltham, voiture propulsée à la vapeur), propriété d'Ucal-Henri Dandurand[2].

### Années 1900
- 1901 : En février, le règlement de zonage 260 permet d'augmenter la hauteur des immeubles à 130 pieds, soit 10 étages au lieu des six permis jusque-là.
- 1901 : La Montreal Light, Heat and Power Company est constituée par la fusion de la compagnie montréalaise Royal Electric Company et de la Montreal Gas Company.
- 1902 : Le 13 octobre, la paroisse de Côte-Saint-Paul devient le village de Boulevard-Saint-Paul.
- 1903 : Création du village de Côte-Saint-Luc. Le village de Dorval devient la ville de Dorval.
- 1904 : Le village de Sainte-Geneviève-de-Pierrefonds se sépare du village de Sainte-Geneviève.
- 1905 : 22 avril : Le village de Saint-Jean-Baptiste-de-la-Pointe-aux-Trembles se sépare de la paroisse de Pointe-aux-Trembles. 20 mai : Le village de Petite-Côte devient le village de Rosemont. 11 septembre : Annexion du village de Villeray à la ville de Montréal. 4 décembre : Annexion de la cité de Sainte-Cunégonde à la ville de Montréal. Décembre : La ville de Montréal devient la cité de Montréal. 27 décembre : Annexion de la cité de Saint-Henri à la cité de Montréal.
- 1905 : Le conseil municipal de la ville de Montréal donne officiellement le nom de boulevard Saint-Laurent à cette voie traversant l'ensemble de l'île de Montréal. On confirme en même temps que le nouveau boulevard sert de frontière entre l’est et l’ouest de la ville, décision qui sera à l’origine de la numérotation civique actuelle de Montréal.
- 1906 : Le 9 mars, le village de Notre-Dame-de-Grâce-Ouest devient la ville de Notre-Dame-de-Grâce et le village de Saint-Joseph-de-Bordeaux devient le village de Bordeaux. 15 mars : le village de Cartierville se sépare de la paroisse de Saint-Laurent.
- 1907 : Le village de Verdun devient la ville de Verdun. 28 février : Le village de Notre-Dame-des-Neiges-Ouest devient la ville de Côte-des-Neiges. 14 mars : Le village de Bordeaux devient la ville de Bordeaux et la municipalité de paroisse de Longue-Pointe devient la ville de Longue-Pointe, sauf une partie du territoire qui se sépare pour devenir le village de Tétreaultville.
- 1908 : 25 avril : le village de Boulevard-Saint-Paul devient la ville d'Émard et le village de Saint-Pierre-aux-Liens devient la ville de Saint-Pierre. 5 avril : Annexion de la ville de Notre-Dame-des-Neiges à la cité de Montréal.
- 1909 : La ville de Lachine devient la cité de Lachine. 29 mai : Annexion du village de De Lorimier à la cité de Montréal. 31 décembre : Annexion de la ville de Saint-Louis à la cité de Montréal.
- 1909 : Création du club de hockey Les Canadiens de Montréal, équipe de hockey professionnelle qui remportera le nombre record de 24 coupes Stanley.

### Années 1910
- 1910 : Montréal reçoit le Congrès eucharistique internationale du 6 au 11 septembre.
- 1910 : la ville de Beaconsfield se sépare de la paroisse de Saint-Joachim-de-la-Pointe-Claire. La ville de Montréal-Est se détache des paroisses de Pointe-aux-Trembles et de Saint-Joseph-de-la-Rivière-des-Prairies. 4 juin : Annexion des villages d'Ahuntsic, de Beaurivage-de-la-Longue-Pointe, de Rosemont et de Tétreaultville de Montréal, des villes de Bordeaux, de Côte-des-Neiges, d'Émard, de Longue-Pointe et de Notre-Dame-de-Grâce à la Cité de Montréal. 11 avril : Création du village de Sault-au-Récollet par détachement de la paroisse de Sault-au-Récollet.
- 1911 : la ville de Baie-d'Urfée se détache de la ville de Sainte-Anne-de-Bellevue. Le village de Saint-Joachim-de-la-Pointe-Claire devient la ville de Pointe-Claire.
- 1912 : Louis-Arsène Lavallée est élu maire de Montréal. Dès qu'il devient échevin (en 1900), Louis-Arsène Lavallée consacre ses efforts à l’annexion des municipalités voisines de Montréal. Entre 1905 à 1914, 16 villages ou municipalités de l'île fusionneront à la ville de Montréal (ex.: village de Rosemont, village d'Ahuntsic, ville de Bordeaux, ville de Saint-Paul, Ville-Émard, ville de Notre-Dame-de-Grâce, etc.).
- 1912 : annexion de la paroisse de Saint-Michel-de-Lachine et de la ville de Summerlea à la cité de Lachine. La paroisse des Saints-Anges-de-Lachine devient la ville de LaSalle. La ville de Mont-Royal se sépare de la paroisse de Saint-Laurent. 3 avril : Le village de Saint-Jean-Baptiste-de-la-Pointe-aux-Trembles devient la ville de Pointe-aux-Trembles. 6 novembre : création du village de Saint-Michel-de-Laval par détachement des municipalités de paroisse de Sault-au-Récollet et de Saint-Léonard-de-Port-Maurice. 21 décembre : la ville de Maisonneuve devient la cité de Maisonneuve et le village de Cartierville devient la ville de Cartierville.
- 1914 : la ville d'Hampstead se sépare du village de Côte-Saint-Luc. La ville de Roxboro se sépare de la paroisse de Sainte-Geneviève-de-Pierrefonds. 19 février : Le village de Sault-au-Récollet devient la ville de Sault-au-Récollet.
- 1914 : Le village de Saraguay se sépare de la ville de Cartierville.

## Apogée de Montréal: 1915-1960
- 1915 : Inauguration de l’édifice des douanes canadiennes au 105, rue McGill.
- 1915 : création de la ville de L'Île-Dorval. La paroisse de Sault-au-Récollet devient la ville de Montréal-Nord. La paroisse de Saint-Léonard-de-Port-Maurice devient la ville de Saint-Léonard-de-Port-Maurice. 5 mars : Le village de Saint-Michel-de-Laval devient la ville de Saint-Michel.
- 1916 : Le chemin de fer Canadien Nord complète son tunnel sous le mont Royal commencé en 1912, entre ville Mont-Royal et le centre-ville de Montréal. Le service de trains débutera seulement à la fin de la guerre, le 21 octobre 1918.
- 1916 : 9 mars : La paroisse de Pointe-aux-Trembles devient la ville de Laval-de-Montréal. 16 mars : reconstitution de la municipalité de paroisse de Saint-Léonard-de-Port-Maurice par détachement de la partie nord-est de la ville de Saint-Léonard-de-Port-Maurice (partie de l'ancienne paroisse de Longue-Pointe). 22 décembre : Annexion des villes de Cartierville et de Sault-au-Récollet à la cité de Montréal.
- 9 février 1918 : annexion de la cité de Maisonneuve à la Cité de Montréal.
- 1919 : Fondation de l'Office de tourisme de Montréal que l’on nomme aujourd'hui Tourisme Montréal.

### Années 1920
- 1921 : Création de la Commission métropolitaine pour favoriser la concertation entre les villes de l’île de Montréal.
- 1922 : le 3 mars, Incendie de l'hôtel de ville de Montréal.
- 1922 : le 4 octobre, le Canadien National (CN) commence son existence corporative, avec l'entrée en vigueur de sa loi constitutive de juin 1919. Le CN a été formé par le gouvernement fédéral en fusionnant les chemins de fer fédéraux (Intercolonial, National Transcontinental, etc.) avec certains chemins de fer nationalisés dont le Canadien Nord (novembre 1918) et le Grand Tronc Pacifique (janvier 1920); le Grand Tronc y sera ajouté en janvier 1923. Le siège social sera à Montréal.
- 1924 : Construction, inauguration et première illumination de la croix du Mont-Royal
- 1924 : la municipalité de Dollard-des-Ormeaux se sépare de la municipalité de Sainte-Geneviève.
- 1925 : le 25 janvier, annexion de la ville de Laval-de-Montréal à la ville de Pointe-aux-Trembles.
- 1926 : Inauguration du nouvel hôtel de ville.
- 1927 : le 9 janvier, Incendie du Laurier Palace.
- 1929 : Début de la grande Crise de 1929-1933. Devant la réponse lente des gouvernements supérieurs, Montréal doit organiser le secours aux chômeurs.

### Années 1930
- 1930 : Ouverture du Cabaret Frolics par la vedette new-yorkaise Texas Guinan, ce qui lancera la réputation de "ville ouverte" de Montréal.
- 1930 : Ouverture du pont Jacques-Cartier.
- 1931 : Création du jardin botanique de Montréal par le frère Marie-Victorin.
- 1934 : Création de l'Orchestre symphonique de Montréal.
- 1937 : Le gouvernement canadien fonde les Lignes aériennes Trans-Canada (le futur Air Canada) et en fait une filiale du Canadien National.

### Années 1940
- 1942 : Célébrations du 300e anniversaire de Montréal, malgré le contexte difficile de la Seconde Guerre mondiale.
- 1942 : L’Université de Montréal déménage sur le flanc nord du mont Royal, et la création de cet important nouveau campus amènera d’autres institutions dans son sillage.
- 1943 : Construction de la gare centrale et raccordement des lignes disparates héritées des anciennes compagnies faillies lors de la formation du Canadien National en 1923.
- 1944 : Nationalisation de la Montreal Light, Heat and Power qui amène la création de la Commission hydroélectrique du Québec, le futur Hydro-Québec.
- 1945 : La venue de l’OACI (Organisation de l'aviation civile internationale) et de l’IATA (Association internationale du transport aérien) contribue à faire de Montréal la capitale mondiale de l’aviation.
- 1947 : Inauguration par Jacques Normand du cabaret Au Faisan Doré, premier cabaret francophone de Montréal et du Canada

### Années 1950
- 1950 : Création de la Commission de transport de Montréal à partir de la compagnie des tramways que la Ville exproprie.
- 1951 : Sur le modèle des shopping centres américains, on construit à Montréal le premier centre commercial de banlieue, le Norgate, sur le boulevard Décarie à l’angle de Côte-Vertu. Montréal dépasse le million d'habitants.
- 1951 : Élargissement de la rue University en boulevard.
- 1951 : le village de Côte-Saint-Luc devient la ville de Côte-Saint-Luc.
- 1953 : la ville de Saint-Michel devient la cité de Saint-Michel.
- 1954 : Élargissement de la rue Dorchester en boulevard.
- 1954 : Avec le plan Dozois, le gouvernement provincial entend rénover le centre-ville de Montréal et on aboutit à la construction des Habitations Jeanne-Mance
- 1954 : Jean Drapeau est élu maire de Montréal pour la première fois.
- 1954 : la paroisse de La-Présentation-de-la-Sainte-Vierge devient la paroisse de Côte-de-Liesse. Division de la paroisse de Saint-Laurent entre la ville de Côte-Saint-Luc et la ville de Saint-Laurent. 28 janvier : La paroisse de Saint-Joseph-de-la-Rivière-des-Prairies devient la ville de Rivière-des-Prairies.
- 1955 : Inauguration de l'Oratoire Saint-Joseph du Mont-Royal.
- 1956 : la paroisse de Saint-Léonard-de-Port-Maurice devient la ville d'Anjou. La ville de Dorval devient la cité de Dorval.
- 1957 : division de la paroisse de Côte-de-Liesse entre les cités de Dorval et de Lachine et la ville de Saint-Laurent.
- 1958 : la ville de Côte-Saint-Luc devient la cité de Côte-Saint-Luc. La ville de LaSalle devient la cité de LaSalle. La paroisse de Sainte-Geneviève devient la ville de Pierrefonds. Annexion du village de Sainte-Geneviève au village de Sainte-Geneviève-de-Pierrefonds. 6 février : la ville de Pointe-aux-Trembles devient la cité de Pointe-aux-Trembles.
- 1958 : Inauguration de l’Autoroute des Laurentides (15).
- 1959 : Création de la Corporation du Montréal métropolitain pour favoriser la concertation entre les multiples villes de l’île de Montréal.
- 1959 : Ouverture de la voie maritime du Saint-Laurent. Cet événement est généralement perçu comme le point tournant favorisant l’Ouest canadien sur Montréal, mais plusieurs politiques canadiennes de l’après-guerre sont aussi en cause, comme le Pacte de l’auto en 1965, les subventions aux transports, la ligne Borden ainsi que les politiques tarifaires et commerciales.
- 1959 : La ville termine le remplacement des tramways par les autobus commencé en 1933.
- 1959 : le village de Sainte-Geneviève-de-Pierrefonds devient la ville de Sainte-Geneviève.

## Révolution tranquille: les années 1960

### Années 1960
- 1960 : Ouverture du boulevard Métropolitain dans sa section entre le Chemin de la Côte-de-Liesse et le boulevard Pie-IX. Construction de l’échangeur Décarie.
- 1960 : Retour de Jean Drapeau à la mairie de Montréal. Il entreprend une importante réforme de l’administration municipale.
- 1960 : Ouverture d’une nouvelle aérogare à Dorval. Cependant, l’augmentation du rayon d’action des avions fait perdre de l’importance à Dorval au profit de Toronto qui supplantera éventuellement Montréal.
- 1960 : la ville de Baie-d'Urfée devient la cité de Baie-d'Urfé. La municipalité de Dollard-des-Ormeaux devient la ville de Dollard-des-Ormeaux.
- 1961 : la paroisse de Saint-Joachim-de-la-Pointe-Claire devient la ville de Kirkland.
- 1962 : Ouverture sur le boulevard Dorchester du siège social de la Banque Canadienne Impériale de Commerce, le plus haut édifice de l’empire britannique.
- 1962 : L'ouverture de la place Ville-Marie dynamise le centre-ville montréalais et amène la création de la ville souterraine.
- 1962 : Ouverture du pont Champlain.
- 1962 : la ville de Saint-Léonard-de-Port-Maurice devient la ville de Saint-Léonard.
- 20 juillet 1963 : annexion de la ville de Rivière-des-Prairies à la Cité de Montréal.
- 1963 : Élargissement à quatre voies du pont Mercier qu’on a surélevé en 1959.
- 1963 : La ville de Rivière-des-Prairies est annexée à Montréal.
- 1963 : Ouverture de la Place des Arts, plus grand complexe culturel au Canada.
- 1964 : Le village de Saraguay est annexé à Montréal.
- 1964 : Le Vieux-Montréal est déclaré arrondissement historique par le Ministère des Affaires culturelles du Québec.
- 1964 : Le premier numéro du quotidien Le Journal de Montréal est distribué en juin.
- 1964 : annexion de la paroisse de Notre-Dame-de-Liesse à la ville de Saint-Laurent. Annexion de la paroisse de Sainte-Anne-du-Bout-de-l'Île à la ville de Sainte-Anne-de-Bellevue. 22 avril : annexion du village de Saraguay à la Cité de Montréal.
- Entre 1964 et 1968: La Cité de Montréal devient la Ville de Montréal.
- 1965 : L’unification des quatorze municipalités de l’île Jésus pour former la ville de Laval.
- 1965 : Ouverture de l’autoroute des Cantons de l’Est (10).
- 1965 : Ouverture de l’échangeur Dorval
- 1966 : Inauguration du métro de Montréal avec 25 stations et abandon des trolleybus.
- 1967 : Ouverture en mars du pont-tunnel Louis-Hippolyte-Lafontaine.
- 1967 : Ouverture de l'autoroute Décarie (15) et l'Autoroute Bonaventure (10).
- 1967 : Ouverture de la place Bonaventure, centre intermodal de transports, hôtel et hall d'expositions.
- 1967 : Tenue de l'Exposition universelle de Montréal (Expo 67).
- 1968 : Ouverture de l'autoroute Cote-de-Liesse (520)
- 1968 : La cité de Saint-Michel-de-Laval est annexée à Montréal.
- 24 octobre 1968 : annexion de la cité de Saint-Michel à la Ville de Montréal.
- 1969 : Fondation de l'Université du Québec à Montréal.
- 1969 : Premier match des Expos de Montréal (baseball).
- 1969 : Le choix par le gouvernement fédéral de Mirabel comme site du futur aéroport international de Montréal sape les espoirs de soutenir les pôles de développement dans le triangle Montréal-Québec-Sherbrooke, et cela au profit d’Ottawa et de l’est ontarien.

## Années difficiles: 1970-1989

### Années 1970
- 1970 : Création de la communauté urbaine de Montréal, qui succède à la Corporation du Montréal métropolitain créée en 1959.
- 1971 : La tempête du siècle paralyse la ville en mars.
- 1973 : Inauguration de la Maison de Radio-Canada dans le Quartier Centre-Sud.
- 1973 : En septembre, la démolition de la Maison Van Horne entraîne la création de Sauvons Montréal, un regroupement de divers mouvements de citoyens qui participera activement au changement d'attitude des promoteurs immobiliers.
- 1974 : Ouverture de l’autoroute Ville-Marie qui coupe le Vieux-Montréal du centre-ville qui est devenu le principal pôle d’activité au cours des années 1960.
- 1975 : L’ouverture de l'aéroport de Mirabel tend à favoriser l’est ontarien plutôt que les pôles de développement québécois.
- 1976 : Présentation en juillet des Jeux olympiques d'été à Montréal malgré des retards dans les travaux et des dépassements de coûts.
- 1976 : L’arrivée du Parti québécois au pouvoir, le 15 novembre, accélère le mouvement d’exode des sièges sociaux de Montréal[réf. nécessaire].
- 1977 : Le gouvernement du Québec décrète un moratoire sur la construction autoroutière afin de limiter l’étalement urbain à Montréal.
- 1978 : Le journal quotidien montréalais Montréal-Matin ferme ses portes en décembre après 48 ans d'activités.
- 1979 : Le journal quotidien anglophone The Montreal Star ferme ses portes en septembre après 110 ans d'activités. Cette deuxième fermeture d'un grand quotidien montréalais en quelques mois provoque une grande commotion dans la communauté montréalaise[3].
- 1979 : Création de la Commission d’initiative et de développement économiques de Montréal (CIDEM) pour promouvoir les entreprises et le tourisme
- 1979 : Montréal met en place l’opération 20 000 logements qui a pour but de densifier le tissu urbain en ramenant en ville les jeunes ménages.
- 1979 : L’ancien Quartier Latin est choisi pour le nouveau campus de l’Université du Québec à Montréal, ce qui contribue à régénérer ce secteur.
- 1979 : Entrée en vigueur, le 1er janvier, de la Loi sur la protection du territoire agricole qui contribuera à limiter, à moyen terme, l’étalement urbain.
- 1979 : Une entente entre la Ville et le ministère des Affaires culturelles du Québec sur la mise en valeur du Vieux-Montréal permettra d’amorcer la rénovation de ce quartier pour y ramener des résidents et des entreprises.
- 1979 : Fondation du Festival international de jazz de Montréal.

### Années 1980
- 1980 : Montréal accueille les Floralies internationales sur les sites des îles Notre-Dame et Sainte-Hélène.
- 1980 : la cité de Lachine devient la ville de Lachine. 31 mai : La cité de Pointe-aux-Trembles devient la ville de Pointe-aux-Trembles.
- 1981 : la cité de LaSalle devient la ville de LaSalle.
- 1982 : le 17 juillet, annexion de la ville de Pointe-aux-Trembles à la Ville de Montréal.
- 1983 : Fondation du Festival Juste pour rire.
- 1983 : Plusieurs raffineries de pétrole de Montréal ferment.
- 1983 : Ouverture du palais des congrès.
- 1987 : Montréal accueille l’Institut international de formation en gestion aéronautique civile.
- 1987 : Une série d'orages inondent la ville le 14 juillet dans ce qui deviendra le Déluge de Montréal.
- 1988 : Création de Aéroports de Montréal, organisation qui a pour mandat de regrouper les deux aéroports sous une même administration.
- 1988 : Montréal accueille la SITA (Société internationale de télécommunication aéronautique) qui déménage de New York.
- 1988 : Le ministère des Transports du Québec dévoile son Plan d’action 1988-1998 pour la réfection et l’expansion autoroutière dans la région métropolitaine. Plusieurs tronçons prévus seront délaissés à cause de leur impact prévu sur l’étalement urbain.
- 1989 : 7 mai : Inauguration du Centre canadien d'architecture[4].

## Années 1990 et le350e

### Années 1990
- 1990 : La ville de Montréal lance un concours d’idées pour la Cité internationale de Montréal, un projet visant à redéfinir la charnière entre le centre-ville et le Vieux-Montréal en y concentrant les activités à caractère international, le Palais des congrès et le Centre de commerce mondial servant de base. Ce vaste projet comprend le réaménagement des voies autour du square Victoria qui reprendra sa configuration d’origine.
- 1991 : Agrandissement majeur du musée des beaux-arts de Montréal en novembre, grâce à l'ajout d'un deuxième bâtiment, conçu par l'architecte Moshe Safdie, du côté sud de la rue Sherbrooke.
- 1992 : Montréal adopte son plan directeur d’urbanisme, se conformant à la Loi sur l’aménagement et l’urbanisme de 1980.
- 1992 : Fêtes du 350e anniversaire de fondation de Montréal. Elles sont l’occasion d’améliorations à l’hôtel de ville et de la construction de l'imposant Complexe Chaussegros-de-Léry. Le Champ de Mars est libéré des stationnements et on y aménage une place publique.
- 1992 : Inauguration en avril du Centre de commerce mondial de Montréal. Le vaste complexe, annoncé en mai 1987 et commencé à l’été 1988, occupe l'îlot nord-ouest du Vieux-Montréal.
- 1992 : Déménagement et agrandissement du musée d'art contemporain de Montréal à la place des Arts, en mai.
- 1992 : Après plusieurs années de travaux, le musée McCord ouvre à nouveau, à la suite du projet d'agrandissement majeur de l'édifice Nobbs.
- 1992 : Inauguration par la ville de Montréal en mai du nouveau musée d'archéologie et d'histoire de Montréal, Pointe-à-Callière dans le cadre du 350e anniversaire de Montréal.
- 1992 : Inauguration en juin du Biodôme de Montréal, contribution du Gouvernement du Québec aux fêtes du 350e anniversaire de Montréal
- 1992 : Réaménagement majeur et inauguration en juin du Vieux-Port de Montréal, contribution du Gouvernement du Canada aux fêtes du 350e anniversaire de Montréal.
- 1992 : Le Montreal Board of Trade et la Chambre de commerce de Montréal fusionnent pour devenir une seule chambre de commerce bilingue, la Chambre de commerce du Montréal Métropolitain.
- 1993 : Inauguration en octobre du Casino de Montréal.
- 1995 : le 22 mars, la paroisse de Saint-Raphaël-de-l'Île-Bizard devient la ville de L'Île-Bizard.
- 1996 : Fusion en décembre de l'Hôtel-Dieu de Montréal, de l'hôpital Notre-Dame et de l'hôpital Saint-Luc : le CHUM, Centre hospitalier de l'Université de Montréal était né.
- 1997 : Fusion de 5 hôpitaux anglophones de Montréal (l'Institut thoracique de Montréal, l'hôpital de Montréal pour enfants, l'hôpital général de Montréal, l'hôpital neurologique de Montréal et de l'hôpital Royal Victoria) au sein du nouveau centre universitaire de santé McGill (CUSM).
- 1997 : Le Canadien Pacifique déménage son siège social de Montréal à Calgary.
- 1997 : En mars, dans le cadre de la réorganisation des Bourses canadiennes, la Bourse de Montréal perd sa juridiction sur les actions (effectif le 3 décembre).
- 1998 : En janvier, la crise du verglas cause des dommages de plusieurs centaines de millions de dollars et paralyse la ville.
- 1999 : En juillet, l'Institut de statistique de l'UNESCO (ISU) est créé et accueilli au sein de l'Université de Montréal.

## Ville contemporaine

### Années 2000
- 2000 : le 1er janvier, création de la ville de Lachine par la fusion de l'ancienne ville de Lachine et de la Ville de Saint-Pierre.
- 2000 : transfert des vols internationaux de Mirabel à Dorval et début d'agrandissement de l'aéroport de Dorval pour doubler la capacité (investissement à terme - sur 10 ans - de plus d'un milliard $).
- 2000 : première édition du Festival Montréal en Lumière
- 2001 : création de la Communauté métropolitaine de Montréal qui regroupe toutes les  municipalités de la région métropolitaine de recensement.
- 2002 : à la suite de l'adoption de la Loi 170 du Gouvernement de Lucien Bouchard, l'ensemble des municipalités de l'île de Montréal (ainsi que l'île Bizard) sont fusionnées au sein de la Ville de Montréal. Le 1er janvier, création de la Ville de Montréal comprenant :
  - Ville d'Anjou
  - Ville de Baie-d'Urfé
  - Ville de Beaconsfield
  - Cité de Côte-Saint-Luc
  - Ville de Dollard-des-Ormeaux
  - Cité de Dorval
  - Ville de Hampstead
  - Ville de Kirkland
  - Ville de Lachine
  - Ville de LaSalle
  - Ville de L'Île-Bizard
  - Ville de L'Île-Dorval
  - Ville de Mont-Royal
  - Ville de Montréal
  - Ville de Montréal-Est
  - Ville de Montréal-Nord
  - Ville de Montréal-Ouest
  - Ville d'Outremont
  - Ville de Pierrefonds
  - Ville de Pointe-Claire
  - Ville de Roxboro
  - Ville de Sainte-Anne-de-Bellevue
  - Ville de Sainte-Geneviève
  - Ville de Saint-Laurent
  - Ville de Saint-Léonard
  - Village de Senneville
  - Ville de Verdun
  - Ville de Westmount
- 2002 : le canal de Lachine est rouvert à la navigation de plaisance.
- 2002 : inauguration, le 6 décembre, du nouveau Palais des congrès doublé en superficie.
- 2004 : inauguration du Quartier international de Montréal qui inclut (entre autres) un réaménagement important du Square Victoria qui reprend ses dimensions originales.
- 2004 : transfert, le 1er novembre, de tous les vols de passagers de Mirabel à Dorval.
- 2005 : annonce finale, le 24 mars, après de longues tergiversations, du site du 1000 Saint-Denis pour le futur Centre hospitalier de l'Université de Montréal (coût prévu de 1,1 milliard $).
- 2005 : ouverture en mai de la Grande Bibliothèque du Québec à l'angle du boulevard de Maisonneuve et de la rue Berri.
- 2005 : Montréal reçoit les Championnats du monde des sports aquatiques de la FINA.
- 2006 : à la suite d'un processus référendaire amorcé par le Gouvernement de Jean Charest, 15 anciennes villes de l'île de Montréal sont reconstituées. Ces 15 municipalités représentent 13 % de la population de l'île, la nouvelle Ville de Montréal en représentant 87 %. Le 1er janvier, reconstitution des municipalités suivantes :
  - Ville de Baie-D'Urfé
  - Ville de Beaconsfield
  - Ville de Côte-Saint-Luc
  - Ville de Dollard-Des Ormeaux
  - Cité de Dorval
  - Ville de Hampstead
  - Ville de Kirkland
  - Ville de L'Île-Dorval
  - Ville de Mont-Royal
  - Ville de Montréal-Est
  - Ville de Montréal-Ouest
  - Ville de Pointe-Claire
  - Ville de Sainte-Anne-de-Bellevue
  - Village de Senneville
  - Ville de Westmount
- 2006 : Montréal est l’hôte des premiers Jeux gays Outgames.
- 2006 : à la suite des défusions partielles, le Gouvernement du Québec crée le Conseil de l'agglomération de Montréal, une nouvelle instance politique formée des élus de la Ville de Montréal et des 15 villes reconstituées, qui a des pouvoirs relatifs aux services communs touchant toute la population de l'île de Montréal.
- 2007 : La Ville de Montréal endosse un plan particulier d’urbanisme pour le développement du Quartier des spectacles, ce qui amènera rapidement le début des grands travaux dans ce secteur.
- Juin 2008 : La Ville de Montréal et le Gouvernement du Québec signent une entente historique en juin attribuant officiellement le statut de Métropole du Québec à Montréal. La Ville bénéficiera ainsi d'une autonomie fiscale et administrative, à l'instar de Toronto, de même que de nouvelles sources de revenus[5].
- Mai 2009 : Le premier ministre du Québec Jean Charest annonce la construction de la nouvelle salle de l'Orchestre symphonique de Montréal qui sera connue sous le nom de Maison symphonique de Montréal et qui sera établie sur l'esplanade de la Place des arts à Montréal. Son ouverture est prévue pour l'automne 2011.
- Mai 2009 : La Ville de Montréal lance BIXI, un système de vélos en libre-service, exploité par la société en commandite Stationnement de Montréal. Ce système compte 5 000 vélos et 400 stations[6] à l'automne 2009. Plusieurs autres villes ont adopté le système montréalais par la suite.
- Septembre 2009 : Le Maire de Montréal, Gérald Tremblay, procède à l'inauguration officielle de la nouvelle Place des festivals dans le Quartier des spectacles.

### Années 2010
- 5 novembre 2017 : Élections municipales de 2017 à Montréal

### Années 2020
- 5 avril 2023 : Verglas massif d'avril 2023 dans l'est du Canada

### Sources externes
- Histoire de Montréal
- Archives nationales du Québec
- Bibliothèque nationale du Québec
- Bibliothèque et Archives Canada

### Chronologies
- Inconnu. « Chronologie de l'histoire de Montréal », dans Images Montréal, 2005-2009
- Ville de Montréal. « Le patrimoine du Vieux-Montréal en détail », dans le Site Web officiel du Vieux-Montréal, août 2008
- Groupe de recherche sur Montréal (Projet Adhémar), Centre canadien d'architecture, « Éléments chronologiques de l'histoire de Montréal », sur remparts.info (version du 8 mars 2016 sur Internet Archive)
- Ville de Montréal. « L’histoire de la démocratie à Montréal », dans le site Web officiel de la ville de Montréal, 2002
- Geneviève Bougie. « Les grandes dates de l'histoire du Québec » dans Le Kiosque Histoire de l'Agence Science-Presse
- Nova Doyon « Chronologie politique et culturelle », dans le site du projet  Archéologie du littéraire au Québec, 16/10/0
- Jean-Pierre Drevillon. « Chronologie de l'histoire du Québec » (site personnel)
- Claude Routhier. « Chronologie de l'histoire du Québec » (site personnel)